# EVIL

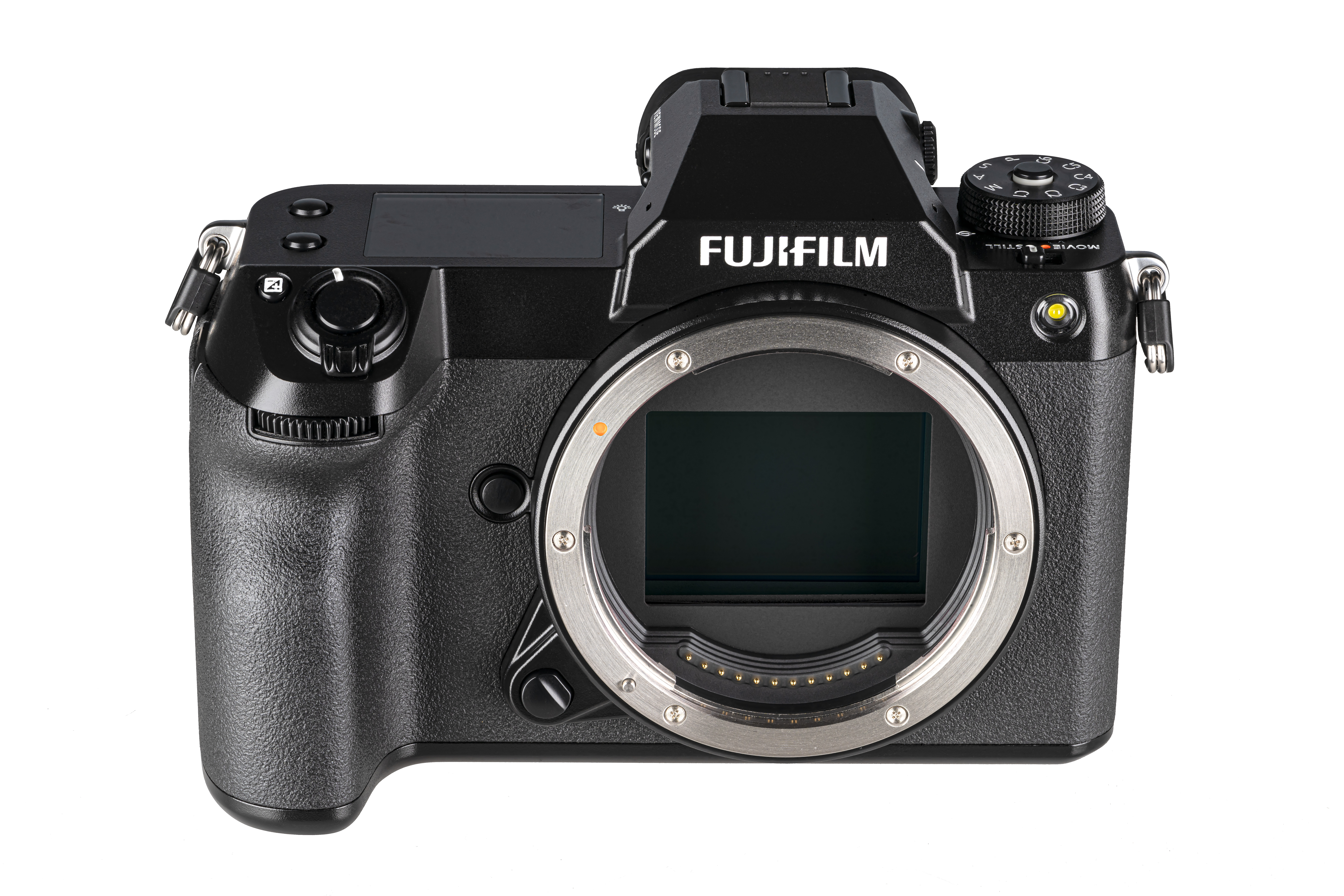
Fujifilm GFX 100S

Le fotocamere EVIL o ad ottiche intercambiabili con mirino elettronico (dall'inglese electronic viewfinder interchangeable lens), sono una categoria di fotocamere digitali con il doppio requisito di avere un mirino oculare elettronico (electronic view finder o EVF) e gli obiettivi intercambiabili.
Come tutte le fotocamere digitali, anche le EVIL hanno il consueto monitor LCD posto sul dorso.

## Mirino
Ciò che viene mostrato nel mirino EVF, è esattamente l'inquadratura del obiettivo raccolta dal sensore (il fotogramma), generalmente al 100% della copertura e in modo continuo (live-view) su di un mini-schermo LCD-OLED, opportunamente ingrandito tramite un adeguato oculare del mirino. Questo schema di principio è mutuato dalle classiche videocamere e dalle prime fotocamere bridge, per sostituire l'ormai obsoleto sistema reflex, a tutto vantaggio della leggerezza e delle varie funzioni visualizzabili nel mirino EVF.

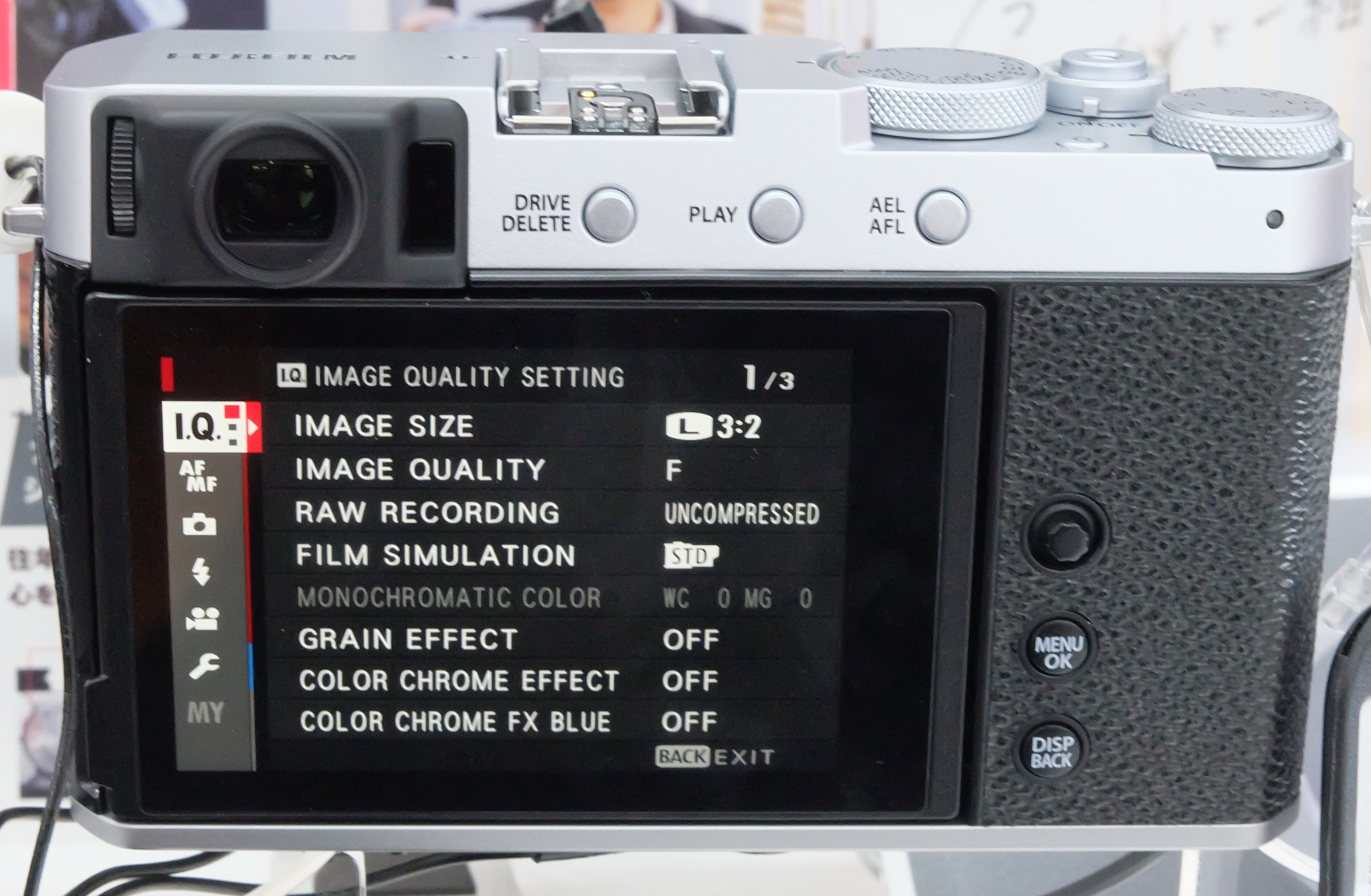
Mirino laterale EVIL Fuji X-E

Un vantaggio poco sfruttato, è che il mirino elettronico può essere posizionato nel punto migliore, ovvero nella zona alto-laterale, tipico di quello delle Leica M, come nella Fujifilm X-E. Anche se, spesso viene rimesso nel solito posto centrale, tipico delle vecchie reflex (che però avevano un obbligo ottico), fornendo al fotografo la stessa vecchia scomodità di dove o come posizionare il naso. L'altra possibilità del EVF è che può essere basculante come quelli Leica e Olympus.

## Pro e contro
La EVIL fa parte delle macchine fotografiche cosiddette mirrorless (cioè, senza specchio), totalmente elettroniche, quindi se spente, nel mirino non si vede nulla. Tuttavia, l'eliminazione dello specchio e del pentaprisma (tipici delle reflex) consente vari vantaggi, quali ottenere minori ingombri e maggior leggerezza dei corpi, ma anche miglior silenziosità e stabilità durante lo scatto; in più, la riduzione del tiraggio aumenta la possibilità d'uso di tutte le varie ottiche costruite nel Novecento, comprese quelle di alta qualità per Leica M, con la funzione di messa a fuoco manuale di precisione con un alto ingrandimento zoom, nel mirino. 

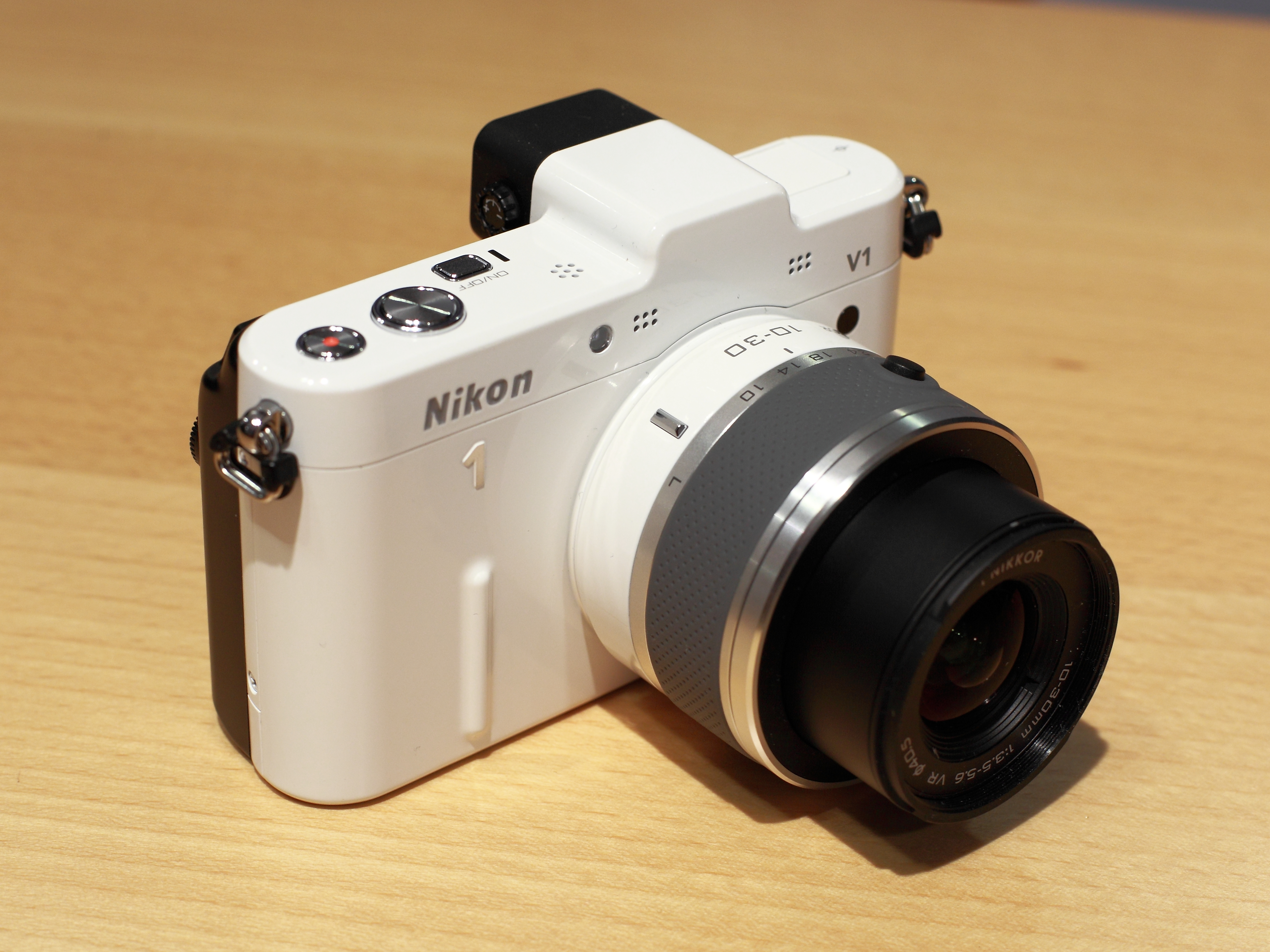
EVIL simil reflex

Una iniziale difficoltà tecnica era costituita dal fatto che tenere il sensore d'immagine sempre acceso, per consentire il funzionamento del mirino, comportava il suo surriscaldamento e il conseguente aumento del rumore termico, peggiorando la qualità dell'immagine e aumentando i consumi elettrici. Tuttavia, nel 2024, sono ormai anni che questi problemi non esistono più, escludendo il maggior consumo.

## Storia
Le prime EVIL vennero lanciate nel mercato nel 2008 da Olympus e Panasonic con il formato QuattroTerzi, nel 2010 Samsung presentò il suo sistema NX.
Dopo l'arrivo delle Leica M9 e M (type 240), nell'ottobre 2013 Sony ha lanciato sul mercato la α7 e la α7R, prime fotocamere EVIL a montare un sensore full frame.
Un tipo di EVIL particolare è stata la serie Sony α99 del 2011, una SLT (single lens translucent) ormai obsoleta con uno specchio traslucido interposto tra ottica e sensore; quindi, non può essere né reflex né mirrorless.